# بوب ارتشر
بوب ارتشر (بالإنجليزية: Bob Archer)‏ (7 مارس 1899 في المملكة المتحدة - 1982 في المملكة المتحدة) هو لاعب كرة قدم بريطاني (وحمل سابقاً جنسية المملكة المتحدة لبريطانيا العظمى وأيرلندا) في مركز الهجوم. لعب مع سويندون تاون ونادي بريستول روفيرز.